# Francesco de' Franceschi

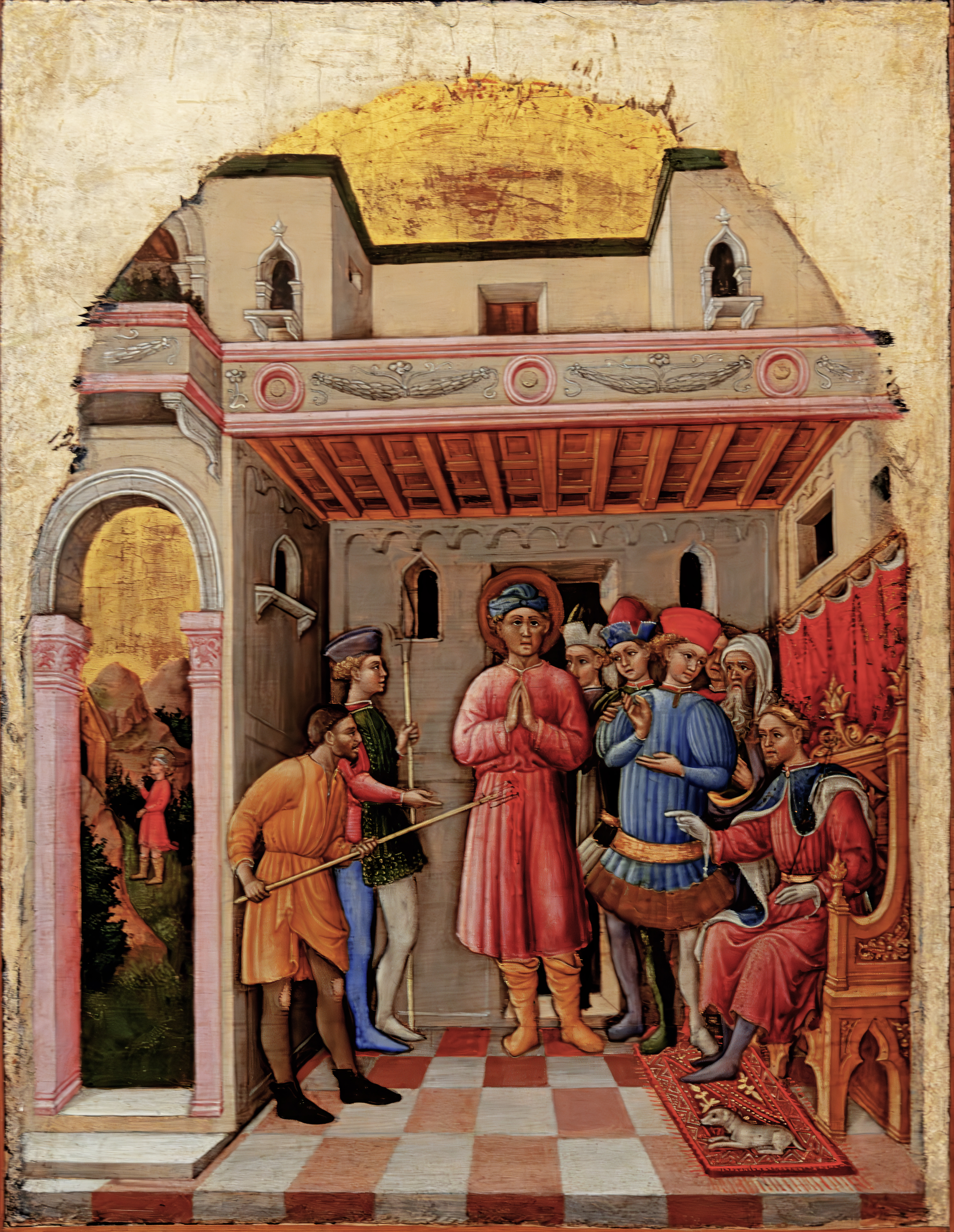
Martirio di San Mamete di Francesco de' Franceschi, Museo Correr

Francesco de' Franceschi (... – prima del 1483) è stato un pittore italiano del Rinascimento.

## Biografia
Non si sa molto di lui se non attraverso le sue opere. Dipinse principalmente opere a tema religioso a seguito di commissioni da parte di chiese. Il suo stile mostra l'influenza di Michele Giambono ed è possibile che abbia collaborato con Antonio Vivarini a Venezia. A lui è stata attribuita una pala d'altare (1447) che molto probabilmente proveniva da una chiesa di Padova o Venezia e ora si trova nel Museo Civico di Padova. Due pannelli di Santa Maria Maddalena e Santa Caterina d'Alessandria si trovano nel Museo Ashmolean di Oxford.